# Maison (Le Croisic, quai de la Grande-Chambre)
La maison du quai de la Grande-Chambre est une maison située au Croisic, en France.

## Localisation
La maison est située sur la commune du Croisic, dans le département de la Loire-Atlantique.

## Historique
Le monument est inscrit au titre des monuments historiques en 1925.